# Bloemberg
Bloemberg is een buurtschap in de gemeente De Wolden, provincie Drenthe (Nederland). De buurtschap is gelegen aan zuidwestgrens van Drenthe met Overijssel, halverwege tussen de buurtschappen De Stapel en Pieperij.
Dorpen en Buurtschappen: Alteveer · Ansen (deels) · Berghuizen · Drogteropslagen · Echten · Eursinge · Fort · Haakswold · Hees · Kerkenveld · Koekange · Koekangerveld · Linde · Oldenhave · Oosteinde · Ruinen · Ruinerweide · Ruinerwold · Veeningen · Weerwille · de Wijk · Zuidwolde

Overige kernen: Anholt · Armweide · Bazuin · Benderse (deels) · Blijdenstein · Bloemberg · Braamberg (deels) · Buitenhuizen · Bultinge · Dickninge · Dijkhuizen · Drogt · Dunningen · Eemten · Engeland · Gijsselte · Haalweide · Hoge Linthorst · Kraloo (deels) · Kraloo · Leeuwte · Lubbinge · Lunssloten · Middelveen · Nolde · Noordwijk · Oosterwijk · Oshaar · Oud Veeningen · Paardelanden · Pieperij · Rheebruggen · Schottershuizen · Schrapveen · De Stapel · Steenbergen · Struikberg · De Stuw · Ten Arlo · De Tippe · Vuile Riete · Wemmenhove · Witteveen (deels) 

Drenthe: Steden en dorpen      Nederland: Provincies · Gemeenten